# V.V.I.P
V.V.I.P é o extended play (EP) de estreia do cantor sul-coreano Seungri, lançado em 20 de janeiro de 2011. O EP produziu os singles "VVIP" e "What Can I Do?" e atingiu o topo da parada sul-coreana Gaon Album Chart, se tornando mais tarde, o quarto álbum mais vendido de um cantor solo no país durante o ano de 2011.  

## Antecedentes e lançamento
Após o lançamento de seu single de estreia "Strong Baby" em 2009, Seungri continuou a realizar atividades promocionais de seu grupo Big Bang. Um single digital foi planejado para ser lançado por ele no início do ano de 2011, entretanto, Yang Hyun-suk, executivo da YG Entertainment, decidiu transformar o lançamento em um EP composto de sete faixas, das quais seis, foram compostas pelo próprio Seungri.
V.V.I.P foi lançado em ambos os formatos físico e digital na Coreia do Sul. No Japão, o lançamento foi composto por CD+DVD contendo os vídeos musicais dos singles "V.V.I.P" e "What Can I Do?".

## Lista de faixas
| V.V.I.P – Edição padrão |                                                                                     |                |                       |                |         |  |
| N.º                     | Título                                                                              | Letras         | Música                | Arranjos       | Duração |  |
| 1.                      | "VVIP"                                                                              | Seungri        | P.K, Dee. P           | P.K, Dee. P    | 3:37    |  |
| 2.                      | "What Can I Do?" (어쩌라고; Eojjeolago)                                             | Seungri        | Seungri, Bigtone, P.K | P.K            | 3:38    |  |
| 3.                      | "Open The Window" (창문을 열어; Changmun-eul yeol-eo; com participação de G-Dragon) | G-Dragon, P.K  | P.K                   | P.K            | 3:36    |  |
| 4.                      | "Magic"                                                                             | Seungri        | Seungri, Choice37     | Choice37       | 3:20    |  |
| 5.                      | "I Know" (com participação de IU)                                                   | Seungri        | Seungri, P.K, Dee. P  | P.K            | 3:26    |  |
| 6.                      | "White Love"                                                                        | Seungri        | Seungri, P.K          | P.K            | 3:44    |  |
| 7.                      | "Outro (In My World)"                                                               | Seungri        | Seungri, P.K          | P.K            | 2:03    |  |
| Duração total:          | Duração total:                                                                      | Duração total: | Duração total:        | Duração total: | 23:27   |  |

| Conteúdo bônus em DVD – Edição CD+DVD japonesa |                                  |         |  |
| N.º                                            | Título                           | Duração |  |
| 1.                                             | "V.V.I.P" (Vídeo musical)        |         |  |
| 2.                                             | "What Can I Do?" (Vídeo musical) |         |  |

## Desempenho nas paradas musicais
Na Coreia do Sul, V.V.I.P atingiu o topo da parada semanal da Gaon Album Chart, apesar de ter sido lançado com menos de uma semana na parada vigente de 16 a 22 de janeiro de 2011. Além disso, V.V.I.P vendeu 41,812 mil cópias durante o ano de 2011, tornando-o quarto álbum mais vendido de um cantor solo durante o ano no país. No Japão, o EP estreou em seu pico de número 69 na Oricon Albums Chart e permaneceu em sua parada por duas semanas. 

### Posições
| Paradas (2011)                            | Melhor posição |
| ----------------------------------------- | -------------- |
| Coreia do Sul (Gaon Weekly Albums Chart)  | 1              |
| Coreia do Sul (Gaon Monthly Albums Chart) | 2              |
| Coreia do Sul (Gaon Yearly Albums Chart)  | 34             |
| Japão (Billboard Japan Top Albums Sales)  | 64             |
| Japão (Oricon Weekly Albums Chart)        | 69             |

## Histórico de lançamento
| Região        | Data                  | Formato             | Gravadora                   |
| ------------- | --------------------- | ------------------- | --------------------------- |
| Coreia do Sul | 20 de janeiro de 2011 | CD download digital | YG Entertainment Mnet Media |
| Japão         | 6 de abril de 2011    | CD+DVD              | Universal Music Japan       |